# Invalidní důchod
Invalidní důchod je jedním z důchodů poskytovaných státem z českého důchodového pojištění (vedle toho existuje ještě důchod starobní, sirotčí a vdovský, resp. vdovecký). Právní úprava v dnes účinném znění zná pouze jeden druh invalidního důchodu, a to s účinností od 1. ledna 2010. Předtím se rozlišovaly dva druhy invalidních důchodů – plný a částečný invalidní důchod. Rozlišujeme tři stupně invalidity. A tak v Česku máme (jeden) invalidní důchod pro invaliditu prvního stupně, invalidní důchod pro invaliditu druhého stupně a rovněž invalidní důchod pro invaliditu třetího stupně. Přitom platí, že první stupeň invalidity znamená invaliditu ze zdravotního hlediska nejméně závažnou, zatímco třetí stupeň invalidity je nejtěžší forma invalidity.

## Stupně invalidity
Příslušný stupeň invalidity se určuje podle poklesu pracovní schopnosti pojištěnce. Aby měl příslušný pojištěnec nárok alespoň na invalidní důchod pro invaliditu prvého stupně, musí nastat pokles jeho pracovní schopnosti o minimálně 35 %.
- Invalidita I. stupně: poklesu pracovní schopnosti o 35 – 49 %
- Invalidita II. stupně: pokles pracovní schopnosti o 50 – 69 %
- Invalidita III. stupně: poklesu pracovní schopnosti minimálně o 70 % a více

Stupeň invalidity je rozhodující pro určení, v jaké výši bude přiznán a vyplácen invalidní důchod.

## Posuzování invalidity
Zdravotní stav a pracovní schopnost určuje posudkový lékař České správy sociálního zabezpečení. Důraz se klade na pokles schopnosti provádět výdělečnou činnost, která odpovídá tělesným a duševním schopnostem posuzovaného, jeho vzdělání, zkušenostem a znalostem. Posudkový lékař pak u dané osoby posuzuje jak existenci invalidity, tak i změnu stupně invalidity. Můžeme přitom rozlišovat zjišťovací a kontrolní lékařské prohlídky. V zásadě zjišťovací lékařské prohlídky se provádějí u občana, který o přiznání invalidního důchodu teprve žádá. Kontrolní lékařské prohlídky se pak zpravidla provádějí v pravidelných termínech u občanů, kteří již invalidní důchod přiznaný mají a kontroluje se u nich, zda invalidita trvá a případně zda nedošlo ke změně stupně invalidity. Kontrolní lékařská prohlídka může proběhnout i v nepravidelném termínu z podnětu některého z oprávněných státních orgánů.

## Podmínky nároku na invalidní důchod
- Základní podmínkou pro přiznání invalidního důchodu je fakt, že je pojištěnec invalidní. To vyžaduje, aby u pojištěnce z důvodu dlouhodobě nepříznivého zdravotního stavu nastal pokles jeho pracovní schopnosti nejméně o 35 %, tedy aby nastala minimálně invalidita I. stupně.

- Další podmínkou je, aby pojištěnci bylo méně než 65 let a nesplňoval podmínku pro starobní důchod, popřípadě předčasný starobní důchod.

- Dalším důležitým předpokladem pro nárok na invalidní důchod je, že pojištěnec získal potřebnou dobu pojištění. V zásadě platí, že čím starší je pojištěnec, tím tato doba musí být delší.[2]

| Věk          | Minimální doba účasti na důchodovém pojištění |
| do 20 let    | méně než 1 rok                                |
| 20 až 22 let | 1 rok                                         |
| 22 až 24 let | 2 roky                                        |
| 24 až 26 let | 3 roky                                        |
| 26 až 28 let | 4 roky                                        |
| nad 28 let   | 5 let                                         |
| nad 38 let   | 10 let                                        |

Minimální doba účasti na důchodovém pojištění se zjišťuje z období před vznikem invalidity. Pokud je pak pojištěnci nad 28 let, kontrolní období je předchozích 10 let. Jestliže je pojištěnec starší 38 let, kontrolní období činí předchozích 20 let. Podmínka minimální doby účasti na důchodovém pojištění může být také splněna dodatečně v následujících deseti letech do vzniku invalidity.
Do doby pojištění se také počítá i náhradní doba pojištění, tj. doba, kdy za pojištěnce zaměstnavatel sociální pojištění neplatil (péče o dítě do čtyř let, evidence na úřadu práce, zatímco pojištěnec pobírá podporu v nezaměstnanosti, péče o blízké, kteří jsou závislí na péči) nebo žadatel pracoval jako OSVČ a pojištění si nehradil. Pokud tato doba trvá alespoň jeden rok, pohlíží se na ni také jako na odpracovanou.
Podmínka dosažení potřebné doby pojištění neplatí, pokud se pojištěnec stal invalidním následkem pracovního úrazu (či nemoci z povolání). Ve stejné situaci je ale také neplatná podmínka, že pojištěnec nesmí mít nárok na starobní či předčasný důchod. Tehdy má nárok na starobní (předčasný) i invalidní důchod. Vyplácí se mu však jen jeden z těchto dvou, ten, který je vyšší.

## Výše invalidního důchodu
Výše dávky invalidního důchod se skládá ze základní a procentní výměry invalidního důchodu. Výše základní výměry přitom činí 9 % z průměrné měsíční mzdy a je pro všechny stejná. V roce 2018 šlo o částku 2700 Kč. Výše procentního výměru závisí na počtu odpracovaných let, průměru hrubých výdělků za posuzované období a stupni invalidity (0,5 % výpočtového základu pro invaliditu I. stupně, 0,75 % výpočtového základu pro invaliditu II. stupně a 1,5 % výpočtového základu pro invaliditu III. stupně). K snadnému výpočtu invalidního důchodu vhodně poslouží četné online výpočtové kalkulačky.

## Řízení o přiznání invalidního důchodu
Řízení o přiznání dávky invalidního důchodu se zahajuje na základě písemné žádosti. Tyto žádosti sepisuje s občany okresní správa sociálního zabezpečení na předepsaných tiskopisech. Příslušnou je okresní správa sociálního zabezpečení dle místa trvalého pobytu občana nebo dle místa hlášeného pobytu v České republice, jde-li o cizince. V Praze je příslušná Pražská správa sociálního zabezpečení a v Brně pak Městská správa sociálního zabezpečení Brno. Za občany, kteří vzhledem ke svému zdravotnímu stavu nemohou sami podávat žádost, mohou s jejich souhlasem a na základě potvrzení lékaře o zdravotním stavu těchto občanů podat tuto žádost jejich rodinní příslušníci. U občana zbaveného způsobilosti k právním úkonům nebo jehož způsobilost k právním úkonům byla omezena podává žádost jeho zákonný zástupce.
Výše bylo uvedeno, že žádost o přiznání dávky invalidního důchodu se podává u příslušné okresní správy sociálního zabezpečení (resp. Pražské správy sociálního zabezpečení či Městské správy sociálního zabezpečení Brno). Poté je však touto institucí žádost postoupena jinému orgánu sociálního zabezpečení, a to České správě sociálního zabezpečení, která o přiznání dávky rozhodne.
Česká správa sociálního zabezpečení (resp. Pražská správa sociálního zabezpečení či Městská správa sociálního zabezpečení Brno) potom písemně občanovi doručí rozhodnutí o přiznání (či nepřiznání) dávky invalidního důchodu.
Pokud občan s tímto rozhodnutím nesouhlasí, může do 30 dnů ode dne oznámení rozhodnutí (tj. zpravidla doručení rozhodnutí občanovi) podat písemné námitky. Ty se podávají České správě sociálního zabezpečení (resp. Pražské správě sociálního zabezpečení či Městské správě sociálního zabezpečení Brno).
Pokud jde o příslušníky ozbrojených sborů, jsou k posouzení invalidity a k rozhodování o dávce invalidního důchodu (příp. o písemných námitkách) příslušné orgány Ministerstva vnitra, Ministerstva obrany, příp. Ministerstva spravedlnosti.

## Zvláštní druh invalidního důchodu – „invalidita z mládí“
V Česku existuje zvláštní typ invalidního důchodu, tzv. invalidita z mládí. Tato dávka se vztahuje na ty, kteří se stali invalidními ještě před dosažením plnoletost, tj. 18. roku života, a nemohou být tedy dostatečně dlouho pojištěni. Často to bývají osoby zdravotně postižené již od narození. Na tuto dávku tedy vyvstává nárok plnoletým osobám s trvalým pobytem na území České republiky, které však mají invaliditu III. stupně.
Stanovení invalidního důchodu pro mladé se skládá ze základní a procentní výměry invalidního důchodu. Základní výměra pak byla stejně jako u klasického invalidního důchodu stanovena v roce 2018 částkou 2700 Kč, ale procentní výměra zde nemůže souviset s počtem odpracovaných let ani s průměrným hrubým výdělkem za posuzované období. Žádná odpracovaná léta nejsou, tj. ani průměrný hrubý výdělek. Zde invalidita z mládí vychází z průměrné mzdy. Výše procentní výměry důchodu tedy činí měsíčně 45 % ze všeobecného základního výměru za kalendářní rok, který o dva roky předchází rok přiznání důchodu. Tento všeobecný základní výměr je však předtím ještě vynásobený přepočítacím koeficientem pro jeho úpravu.

## Několik čísel
Dle důchodové statistiky České správy sociálního zabezpečení bylo za období červen 2012 vypláceno celkem 427 887 invalidních důchodů (pro všechny stupně invalidity). Z toho 49 % bylo invalidních důchodů pro invaliditu třetího stupně, 14 % pro invaliditu druhého stupně a 37 % pro invaliditu prvého stupně 